# Torpkonferensen

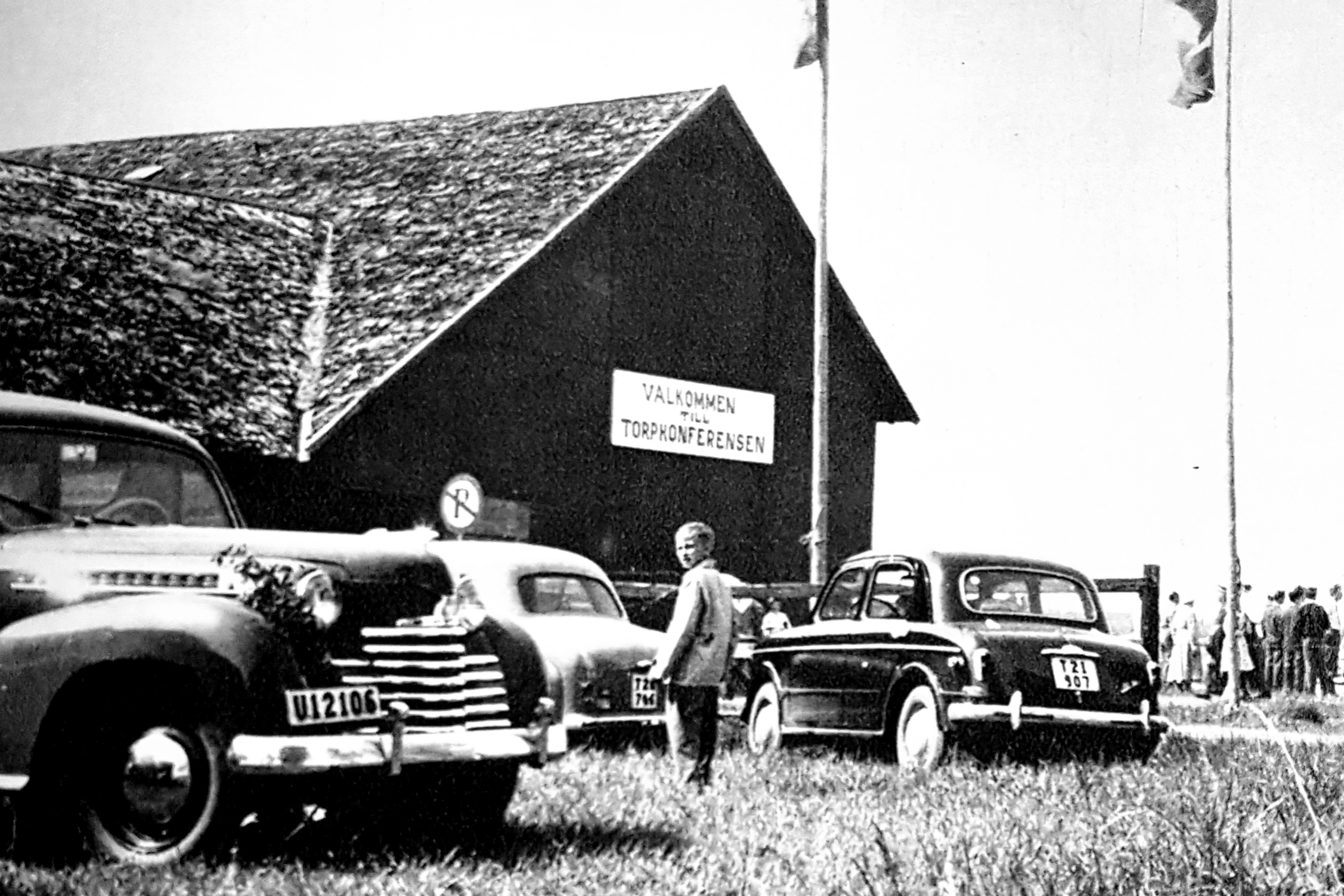
Torpkonferensen

Torpkonferensen är en allkristen konferens med barn-, tonårs- och vuxensamlingar i Kräcklinge socken, Lekebergs kommun, Örebro län cirka 15 kilometer väster om Kumla, Närke. Första konferensen hölls 1887 vilket innebär att konferensen fira 130-årsjubileum under midsommarveckan 2016. Konferensen samlar cirka 15 000 besökare varje år. På Torp grundades Helgelseförbundet, ett av de tre samfund som idag bildar ett av Sveriges största frikyrkosamfund, Evangeliska Frikyrkan (EFK). År 2020 genomfördes konferensen online och 2021 i form av en "torpturne" på grund av covid-19-pandemin.
Framträdande personer som predikat på konferensen har varit Emil Gustafson, Nelly Hall och Frank Mangs.